# Vizinhos (série de televisão)
Vizinhos é uma série de televisão de comédia e drama exibida pelo canal GNT entre maio e julho de 2015. A série é dirigida por Luiz Villaça e produzida pela BossaNovaFilms.
A série retrata a convivência de moradores de duas casas, de gerações diferentes, que precisam aprender a conviver. Na primeira casa vivem Mario e Luíza, um casal de meia idade que enfrentam o dilema de novos sentidos e renovação para a união após a independências dos filhos. Na casa ao lado mora em uma república um grupo de cinco jovens (Rafael, Eduardo, Júlia Marina, e Rodrigo) que iniciam suas vidas longe da casa dos pais.

## Enredo
Quando a meia-idade chega para Mário (Marcello Airoldi) e Luiza (Bianca Byington) o casal se vê na "crise do ninho vazio" com a saída de casa dos filhos já crescidos. O caçula é o último a deixar a convivência com os pais e sai de casa para jogar vôlei na Itália. Tudo começa a mudar quando um grupo de jovens aluga o imóvel que eles têm ao lado montando uma república. Há mais em comum entre essas duas gerações da vida do que parece: em ambas é preciso enfrentar o desconhecido e ter coragem.
Embora vivam em um confortável e ampla casa, o casal decide trocar de moradia com os jovens: Rafael (Giovanni Gallo), Júlia (Samya Pascotto), Rodrigo (Francisco Miguez), Eduardo (Bernardo Bibancos) e Marina (Gabriela Rocha). Mario e Luíza se mudam justamente para a casa onde haviam morado quando eram recém-casados.
Os cinco jovens que desenvolverão uma relação inusitada de troca de experiências e conflitos com o casal têm perfis distintos. Rodrigo e Eduardo  são amigos de longa data que saem de Santos para estudar em São Paulo. O primeiro é ambicioso, dedicado aos estudos e a enriquecer, é apelidado pelos outros membros da república de "síndico", enquanto o outro não quer muitas responsabilidades, gosta de balada, musculação e música sertaneja, é com isso que ele gasta todo o dinheiro que sua mãe lhe envia para pagar a faculdade. Julia (Samya Pascotto), amiga muito próxima de Eduardo, é uma aspirante a atriz, sai de casa em busca de uma oportunidade em São Paulo, mas também para fugir de um relacionamento mal resolvido. Julia vê o seu reinado na casa ruir com a chegada de Marina (Gabriela Rocha), uma jovem bissexual que sai de casa para procurar o pai desconhecido. O último a integrar o grupo é Rafael (Giovanni Gallo), um menino solto ligado aos coletivos de arte urbana, é grafiteiro, faz bicos de garçom em festas e se verá em conflito com a possibilidade de ser pai.
O encontro destas duas gerações se mostra riquíssimo, trágico e hilário ao mesmo tempo. Com situações de descobertas e aprendizagem, para o mais novos, e de redescobertas e novos sentidos de vida, para os mais adultos. Com essa experiência, Mário e Luíza vão se revelando à medida que os fatos vão acontecendo - como as conversas de Mario e Rafael acompanhada de um baseado ou as confissões de Luíza e Marina - eles vão conhecendo aspectos de suas personalidades ainda desconhecidos.

## Elenco
| Ator              | Personagem      |
| ----------------- | --------------- |
| Marcello Airoldi  | Mário Magalhães |
| Bianca Byington   | Luíza Magalhães |
| Giovanni Gallo    | Rafael          |
| Gabriela Rocha    | Marina          |
| Samya Pascotto    | Júlia           |
| Francisco Miguez  | Rodrigo         |
| Bernardo Bibancos | Eduardo         |

### Participações especiais
| Atriz / Ator    | Personagem |
| --------------- | ---------- |
| Umberto Magnani | Célio      |

## Produção
A série, produzida pela BossaNovaFilms, foi filmada no bairro da Lapa, em São Paulo, em apenas dois meses.
No final de maio de 2015 foi anunciado que a série iria ser renovada, ganhando uma segunda temporada, porém ainda não se tem notícias de sua produção.

## Episódios
| 1º Episódio  | "Do Lado De Lá"                       | 05 de maio de 2015  |
| 2º Episódio  | "Resolvam"                            | 12 de maio de 2015  |
| 3º Episódio  | "Curtindo A Vida Adoidado"            | 19 de maio de 2015  |
| 4º Episódio  | "Grandes Expectativas"                | 26 de maio de 2015  |
| 5º Episódio  | "Em Família"                          | 02 de junho de 2015 |
| 6º Episódio  | "Portas Abertas"                      | 09 de junho de 2015 |
| 7º Episódio  | "Na Natureza Selvagem"                | 16 de junho de 2015 |
| 8º Episódio  | "Feitiço Do Tempo"                    | 23 de junho de 2015 |
| 9º Episódio  | "Um Dia De Fúria"                     | 30 de junho de 2015 |
| 10º Episódio | "Sessão De Terapia"                   | 07 de julho de 2015 |
| 11º Episódio | "Segunda Chance"                      | 14 de julho de 2015 |
| 12º Episódio | "Todo Mundo Sabe Que Todo Mundo Sabe" | 21 de julho de 2015 |
| 13º Episódio | "Uma Mulher Sob Influência"           | 28 de julho de 2015 |